# Neptunovi prirodni sateliti
Planet Neptun ima 14 poznatih satelita: jedan veliki − Triton i 13 malih. Riječ je o raznolikom sustavu, kako po udaljenosti, tako i po samim mjesecima.
Daleko najveći, zauzimajući više od 99,5% mase u orbiti oko Neptuna te jedini koji je dovoljno masivan da bude sferičan, jest Triton. Za razliku od drugih velikih satelita u Sunčevom sustavu, Triton ima retrogradnu orbitu što daje naslutiti da je zahvaćen, a ne formiran na mjestu; najvjerojatnije kao patuljasti planet iz Kuiperovog pojasa. 1989. Triton je do otkrića Eride bio najhladniji objekt ikad izmjeren u Sunčevom sustavu, s procjenjenom temperaturom od -235 °C (38 K).
Neptunov drugi poznati satelit (prema redu otkrivanja), nepravilni mjesec Nereida, ima jednu od najekscentričnijih orbita od svih prirodnih satelita sunčevog sustava. Ekscentricitet od 0,7512 daje joj apoapsis koji iznosi sedam puta udaljenosti periapsisa od Neptuna.

## Povijest otkrića
Tritona je otkrio Lassell 17 dana iza otkrića samog Neptuna, Nereid je otkriven 1949. (Kuiper), a sljedećih 6 - Najadu, Talasu, Despinu, Galateju, Larisu (unutrašnji sateliti) te Proteja - je pronašao Voyager 2 1989. godine. Voyager je detaljno ispitao jedino Tritona. Unutarnji sateliti su relativno blizu Neptunu, a Nereid je oko 16 puta dalje od susjednog Tritona. Vanjski Neptunovi sateliti su višestruko dalji od samog Nereida. Pored toga Nereid ima vrlo ekscentričnu (eliptičnu) stazu, što ukazuje da je on možda zarobljeni asteroid iz Kuiperovog pojasa.
Početkom 2003. objavljeno je otkriće nova tri Neptunova satelita (Halimede, Sao, Laomedeia), ali o njima se još uvijek vrlo malo zna. U kolovozu 2003. objavljeno je otkriće još jednog Neptunovog satelita: Psamata, te u rujnu još jednog: Neso.
Posljednji dosad otkriven Neptunov satelit otkriven je 1. srpnja 2013. pregledom snimki, a to je Hipokamp.

## Popis satelita
| Ime       | Oznaka po otkriću | Promjer (km) | Masa (kg)     | Srednji orbitalni radius (km) | Orbitalni period | Datum otkrića       |
| --------- | ----------------- | ------------ | ------------- | ----------------------------- | ---------------- | ------------------- |
| Najada    | III               | 96x60x52     | 1.9 × 1017 ?  | 48,224                        | 0.2943958 dana   | 18. rujna 1989.     |
| Talasa    | IV                | 108x100x52   | 3.5 × 1017 ?  | 50,074                        | 0.31148444 dana  | 29. rujna 1989.     |
| Despina   | V                 | 150          | 2.2 × 1018 ?  | 52,525                        | 0.33465551 dana  | 28. srpnja 1989.    |
| Galateja  | VI                | 176          | 2.12 × 1018 ? | 61,952                        | 0.42874431 dana  | 28. srpnja 1989.    |
| Larisa    | VII               | 216x204x168  | 4.2 × 1018 ?  | 73,548                        | 0.55465332 dana  | 24. svibnja 1981.   |
| Hipokamp  | XIV               | 18†2         | 5 × 1016 ?    | 105,284                       | 0.9362 dana      | 1. srpnja 2013.     |
| Protej    | VIII              | 436x416x402  | 4.4 × 1019    | 117,647                       | 1.12231477 dana  | 16. lipnja 1989.    |
| Triton    | I                 | 2707         | 2.147 × 1022  | 354,759                       | -5,877 dana      | 10. listopada 1846. |
| Nereida   | II                | 170†25       | 3.1 × 1019 ?  | 5,513,787                     | 360.1362 dana    | 1. svibnja 1949.    |
| Halimede  | IX                | 62           | Nepoznata     | 16,611,000                    | -1879.7 dana     | 14. kolovoza 2002.  |
| Sao       | XI                | 44           | Nepoznata     | 22,228,000                    | 2914.1 dana      | 14. kolovoza 2002.  |
| Laomedeia | XII               | 38           | Nepoznata     | 23,613,000                    | 3171.33 dana     | 13. kolovoza 2002.  |
| Psamata   | X                 | 38           | Nepoznata     | 46,705,000                    | -9115.9 dana     | 29. kolovoza 2003.  |
| Neso      | XIII              | 60           | Nepoznata     | 49,285,000                    | -9740.73 dana    | 14. kolovoza 2002.  |

- Plava boja označava unutarnje pravilne, a crvena vanjske nepravilne. Crtica u stupcu orbitalnog perioda (a koja se nalazi neposredno ispred broja), označava da se satelit giba retrogradno.